# Partit Liberal (Luxemburg)
El Partit Liberal  fou un partit polític a Luxemburg entre els anys 1930 i 1940.
El partit va ser establert pels liberals al nord de Luxemburg i es va vincular al Partit Radical Liberal. [1] Va ser dirigit per l'ex líder del Partit Nacional Independent i el Partit Democràtic Progressista del Nord Nicolás Mathieu.
A les eleccions legislatives luxemburgueses de 1937 va rebre 3.6% dels vots, guanyant un sol escó. No es va presentar a les eleccions posteriors.
Es van establir d'altres dos partits liberals; el primer després de la Segona Guerra Mundial que no va poder guanyar cap escó en les eleccions de 1945 i la majoria dels seus membres es van unir al Grup Patriòtic i Democràtic a mitjan dècada de 1950. El segon va ser fundat el 1974 com una ruptura amb el Partit Democràtic. Es van presentar a les eleccions de 1974 i 1979, però no van guanyar cap escó.